# Carlos Olivier
Carlos Raúl Fernández Olivier (Caracas, 26 de enero de 1952-ibíd., 22 de enero del 2007) fue un actor y cantante venezolano.

## Biografía
Olivier era cinturón negro en karate y médico, especialista en holística, bioenergética, naturopatía y terapias complementarias. Es hijo de la actriz venezolana Linda Olivier. Casado y padre de cuatro hijos. Trabajando en el set conoció a la actriz Paula d'Arco, su compañera en dos películas, "historia de amor" y "El prisionero de Zenda". Después de dos años se casaron y Carlos Raúl nació de ese matrimonio. En marzo de 1976 Paula murió en un accidente automovilístico. 
Más adelante conoció a la abogada penalista y criminóloga Salka Valentina Picon, con quien tuvo otros dos hijos, Salka Elisabeth y Tarek Gonzalo.
Estudió actuación de la mano de destacados directores como Ugo Ulive, Isaac Chocrón, Julio César Mármol y Román Chalbaud. Al inicio de su carrera artística decidió cambiarse el apellido paterno por sugerencia de Romand Chalbaud, quien hace 38 años le manifestó que debía diferenciarse de Carlos Fernández, otro actor de televisión. 
Su primera aparición en la TV la realizó en 1968 en la novela "Historia de Amor". Su popularidad caló tanto en el público que antes de la llegada de 1970 ya había participado en El prisionero de Zenda y El hombre de la máscara de hierro y en las miniseries La dama de las camelias y Sor Campanita. En 1971 protagonizó El secreto.
Protagonizó en 1984 la telenovela Leonela junto a Mayra Alejandra, producida por RCTV, y que fue un éxito en Venezuela y Latinoamérica, con lo cual su popularidad llegó al tope.
Escribió un libro en el que recogió sus vivencias e investigaciones en el campo de la holística y que tituló Yo lo he logrado, tú también puedes.
Durante los 5 años que vivió en Estados Unidos, participó en dos capítulos de la famosa serie policial Miami Vice. Para la cadena NBC, animó "El gran evento con Carlos Olivier". Su afición por el canto lo llevó a grabar dos discos con el exitoso productor Emilio Estefan.
Falleció a los 54 años el lunes 22 de enero de 2007 al mediodía en la Clínica Metropolitana de Caracas víctima de un paro cardíaco. Desde joven padecía de esclerosis múltiple.

## Teatro
- Aquí hace calor
- La serpiente
- La Mamá
- No te pases de la raya, cariño
- Con mi mujer, no puedo (1983)

## Cine
- Cuando quiero llorar, no lloro (1973)
- El jeque sin fondo (película para TV) (1982)
- Retén de Catia (1983)- Dr. Hernan Otamendiz
- Homicidio culposo (1983)- Antonio
- Aguasangre, crónica de un indulto (1987)- Ignacio Alonzo
- Inocente en línea (1991)- Inspector Francisco Gamboa
- Atenea y Afrodita (corto) (2005)

## Televisión
- Historia de amor (1968)
- El prisionero de Zenda
- El hombre de la máscara de hierro
- La noche de los sapos
- Me llamo Julián, te quiero(1972)
- El Secreto (1971)
- Sor Campanita
- La dama de las camelias
- La indomable (1972)-(1973)
- La Italianita (1973)
- Orgullo (1974) - Celestino
- Alejandra (telenovela)(1976)
- Residencia de señoritas(1977)
- Sonia (1978)
- El ángel rebelde (1978) - Renato
- Sabrina(1976-1977)
- La señora de Cárdenas (1977)
- Piel de zapa (1978)
- Estefanía (1979) - Julio Cesar Ordoñez
- Rosalinda (1981) - Martin Fajardo
- Marta y Javier (1981) - Dr. Javier Contreras'
- Angelito (1981)
- Muñequita(1980)
- Gómez I (1980)
- Gómez II (1982)
- Jugando a vivir (1982) - Prof. Adelso Irazabal
- Bienvenida Esperanza (1983) - Jacinto Nuñez
- Leonela (1984) - Pedro Luis Guerra
- Miedo al amor (1984) - Pedro Luis Guerra
- Enamorada (1986) - Daniel Isturiz
- Esa muchacha de ojos café (1986) -(1987)Juan Pedro Subero
- Toda la vida (1988)
- Alondra (1989)
- De mujeres (1990) - Luis Fernando Izaguirre
- Los últimos héroes (Miniserie) (1990)
- Amor de papel (1993) - Prof. Guillermo Tabledo
- Peligrosa (1994) - Don Arturo Ramirez
- Pecado de amor (1996) - Don Ricardo
- Contra viento y marea (1997) - Don Aquiles Millan
- Cuando hay pasión (1999) - Don Reynaldo Nuñez Anzola
- Carita pintada (1999) - Paolo Richi/Paulino Rossi
- Hay amores que matan (2000) - Don Gumersindo Montenegro
- Viva la Pepa (2001) - Don Perucho Galan
- Las González (2002) - Don Cayetano Mora
- Engañada (2003) - Don Miguel Pantoja
- ¡Qué buena se puso Lola! (2004) - Don Fernando Estrada
- Negra consentida (2004) - Don Efren Melendez
- Chao Cristina (2006) - Don Alberto Mendoza
- Los Querendones (2006) - Don Erasmo Griman